# Volet de capot
 (juillet 2011).
Si vous disposez d'ouvrages ou d'articles de référence ou si vous connaissez des sites web de qualité traitant du thème abordé ici, merci de compléter l'article en donnant les références utiles à sa vérifiabilité et en les liant à la section « Notes et références ».
Un volet de capot est une trappe située sous le moteur d'un avion à hélice, permettant de le refroidir par air.
La température des culasses doit être surveillée régulièrement pour éviter tout choc thermique (refroidissement ou réchauffement brutal), particulièrement pour les modèles équipés de turbocompresseur.
Les commandes de ces volets (cowl flaps) se situent au niveau du plancher, sous le pylône de puissance.